# 许刚 (1967年)
许刚（1967年4月—），男，汉族，安徽定远人，中华人民共和国政治人物。

## 生平
1986年4月加入中国共产党。1988年9月毕业于安徽师范大学地理系。1991年7月研究生毕业于中国科学院南京地理与湖泊研究所，毕业后留所工作。历任中国科学院南京地理与湖泊研究所经济地理室工作人员、地理研究室副主任、地理研究室党支部书记。2001年4月调至无锡市政府工作，历任无锡市发展计划委员会副主任兼市信息化办公室副主任，无锡市南长区委副书记、代区长、区长，无锡市对外贸易经济合作局局长、党组书记，无锡市委秘书长。期间于2001年9月至2005年7月在中国科学院南京地理与湖泊研究所自然地理学专业博士研究生学习。
2008年4月，任无锡市委常委、市委秘书长。2010年10月，任无锡市委常委、无锡新区党工委书记。2015年1月，因涉嫌严重违纪违法，接受组织调查。